# Bondeval
Bondeval là một xã của tỉnh Doubs, thuộc vùng Bourgogne-Franche-Comté, miền đông nước Pháp.

## Dân số
Theo điều tra dân của năm 1999, dân số là 440.
Ước tính cho năm 2006 là 456.